# Al Pacino

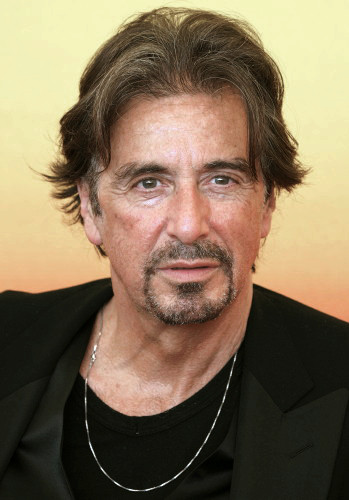
Al Pacino (2004)

Alfredo James „Al“ Pacino (* 25. April 1940 in New York City) ist ein US-amerikanischer Schauspieler, Filmregisseur und Filmproduzent. Ab den 1970er-Jahren war er in zahlreichen Filmklassikern zu sehen; er gilt als herausragender Charakterdarsteller des zeitgenössischen amerikanischen Films und Theaters.
Im Laufe seiner Karriere wurde er unter anderem mit dem Oscar, dem Golden Globe Award, dem Tony Award und der National Medal of Arts ausgezeichnet. Seine bekanntesten Rollen sind Michael Corleone in der von Francis Ford Coppola inszenierten Der-Pate-Trilogie, der idealistische Polizist Frank Serpico in Serpico, der gescheiterte Bankräuber Sonny Wortzik in Hundstage, der Gangster Tony Montana in Scarface, der blinde Oberstleutnant a. D. Frank Slade in Der Duft der Frauen und Lt. Vincent Hanna in Heat.

## Leben

### Kindheit und Jugend
Al Pacino, geboren 1940 in East Harlem, ist der Sohn von Salvatore Pacino (1922–2005) und von Rose Gerardi (1918–1962), der Tochter eines italienischen Einwanderers und einer italienisch-amerikanischen Mutter, die in New York geboren wurde. Seine Eltern ließen sich scheiden, als er zwei Jahre alt war. Nach der Scheidung zogen Al und seine Mutter in die Bronx, und Pacino wuchs bei seinen sizilianischen Großeltern, die aus der Heimatstadt seines Vaters eingewandert waren, in der South Bronx auf.
Sein Vater Salvatore, der nach Covina zog, arbeitete als Versicherungsagent und war Eigentümer des Restaurants Pacino’s Lounge, das in den wirtschaftlich schweren Zeiten der frühen 1990er Jahre geschlossen wurde; heute trägt es den Namen Citrus Grill. Al Pacino ist der Stiefsohn der Schauspielerin und Maskenbildnerin Katherin Kovin-Pacino und hat vier Schwestern: eine Lehrerin,  Zwillinge und eine weitere, die sein Vater in seiner vierten Ehe adoptierte.

### Ausbildung
Pacino interessierte sich schon früh für die Schauspielerei. Mit 17 Jahren verließ er die Schule und ging auf die Manhattan School of Performing Arts. Nebenher arbeitete er in kleineren Theatern als Platzanweiser und Kartenabreißer. Er verfeinerte sein Talent an zwei renommierten New Yorker Schauspielschulen, in Herbert Berghofs HB Studio und später bei Lee Strasberg im Actors Studio. Dort hatte er mehrere Auftritte in erfolgreichen Theaterstücken, wie z. B. bei seinem Debüt in The Connection. Für seine Rolle in dem Stück The Indian Wants the Bronx wurde er mit einem Obie Award ausgezeichnet.

### Filmschauspieler

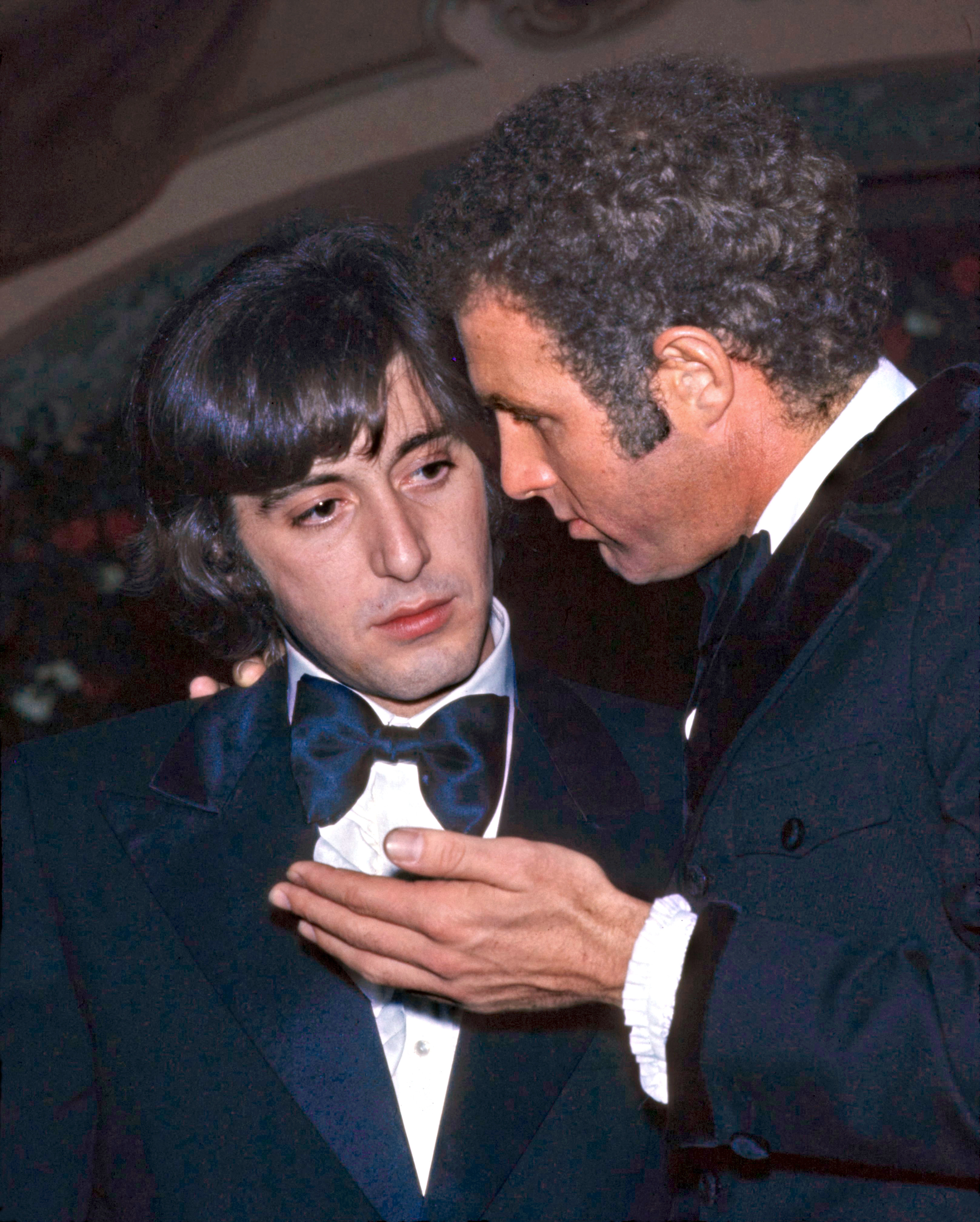
Pacino (links) mit James Caan (um 1972)

Pacino wurde bei einem Off-Broadway-Auftritt vom späteren Filmproduzenten Martin Bregman entdeckt. 1969 wirkte er in seiner ersten Hollywood-Produktion Ich, Natalie mit. 1971 erhielt er neben Kitty Winn eine Rolle in dem Film Panik im Needle Park. Regisseur Francis Ford Coppola erkannte sein Talent und besetzte ihn gegen den Willen des Produzenten Robert Evans als Michael Corleone in Der Pate (1972). Evans, der Pacino sofort wieder loswerden wollte, weigerte sich sogar, dessen Namen auszusprechen. Doch der Film wurde zum Erfolg, Pacino wurde zum Weltstar und sein Stil von vielen Nachwuchsdarstellern intensiv studiert. Außerdem brachte ihm die Rolle 1973 seine erste Oscar-Nominierung ein.

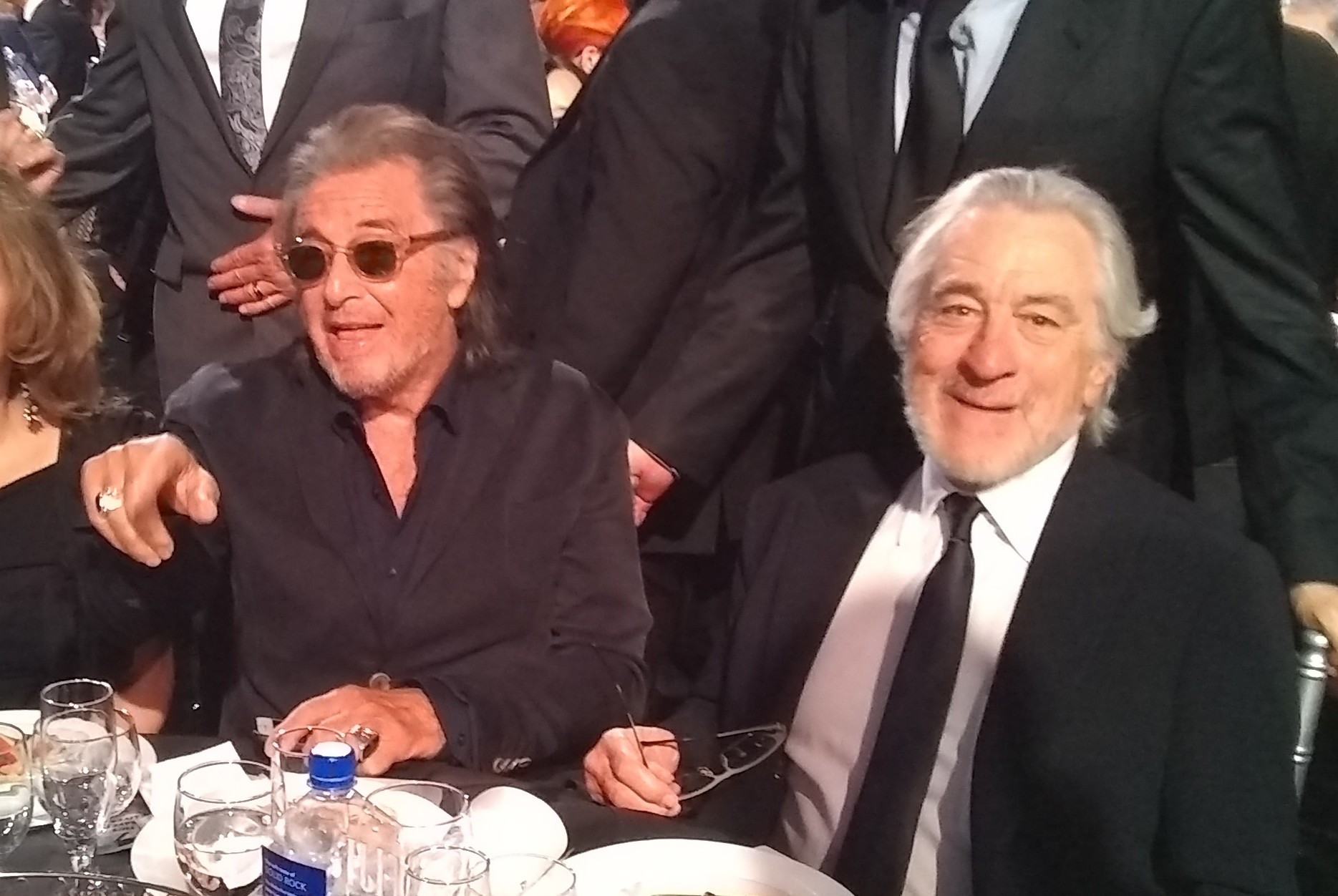
Pacino (links) und Robert De Niro (2020)

Nach Hundstage wurde es stiller um Pacino. Erst in den 1980er Jahren brachte er sich durch Filme wie Brian De Palmas Scarface (1983) und Sea of Love – Melodie des Todes (1989) wieder ins Gespräch. Nach einer erneuten Zusammenarbeit mit Coppola in Der Pate III (1990) und Brian De Palmas Gangsterfilm Carlito’s Way folgte der Thriller Heat (1995) mit Schauspielkollege Robert De Niro. Die männliche Hauptrolle in Pretty Woman lehnte er ab.
Seine Darstellung des AIDS-kranken Schwulenhassers Roy Cohn in der Miniserie Engel in Amerika (2003) brachte ihm zahlreiche Preise ein und wurde von der Kritik hoch gelobt.
Pacino ist dafür bekannt, seine Rollen bis zum Äußersten auszufüllen. Während sein Spiel in den 1970er Jahren – insbesondere in Der Pate – dabei zumeist minimalistisch und zurückhaltend war, änderte sich dies mit seinem Comeback in den 1980er Jahren radikal: Pacinos exaltierte Darstellungen in Filmen wie Scarface, Im Auftrag des Teufels, An jedem verdammten Sonntag oder auch Der Duft der Frauen wurden von der Kritik gern als Overacting bezeichnet. Für einen Großteil des Publikums etablierte er sich aber gerade dadurch als einer der größten Charakterdarsteller der Gegenwart und wurde für Der Duft der Frauen unter anderem mit einem Oscar als bester Hauptdarsteller geehrt. Eine Vielzahl seiner Filme, darunter selbst solche wie Glengarry Glen Ross, der zunächst im Kino floppte, zählen heute zu den besten ihrer Genres.

### Theaterarbeit
Neben seiner Karriere als Filmschauspieler arbeitet er weiterhin regelmäßig an verschiedenen Theatern – sowohl als Darsteller wie auch als Regisseur und Produzent. Für seine Rollen in den Bühneninszenierungen von The Basic Training Of Pavlo Hummel von David Rabe und Does A Tiger Wear A Necktie? von Don Petersen erhielt er jeweils einen Tony Award.
Als langjähriges Mitglied von David Wheelers Experimental Theatre Company in Boston stand er unter anderem in Richard III. und Bertolt Brechts Der aufhaltsame Aufstieg des Arturo Ui auf der Bühne. In New York und London spielte Pacino in David Mamets American Buffalo, in New York war er der Titelheld in Richard III. und spielte den Mark Anton in Julius Cäsar. Außerdem stand er im Square Theatre in New York in Oscar Wildes Salome auf der Bühne und wirkte in der Uraufführung von Ira Levins Theaterstück Chinese Coffee mit. 1996 inszenierte er in New York Eugene O’Neills Zwei-Personen-Stück Hughie, in dem er auch die Titelrolle spielte. In der Theatersaison 2010/2011 spielte Pacino in der Shakespeare-in-the-Park-Produktion Der Kaufmann von Venedig den Shylock. 2012 sah man ihn am Broadway in einer Inszenierung von David Mamets Glengarry Glen Ross, wobei er anders als in der Verfilmung nicht den erfolgreichen Makler Ricky Roma verkörperte, sondern den alternden Verlierertyp Shelly (im Film gespielt von Jack Lemmon). Drei Jahre später stand Pacino am Broadway erneut in einem Mamet-Stück auf der Bühne: in dem Ein-Mann-Stück China Doll spielte er einen reichen Unternehmer, dem seine junge Frau davongelaufen ist.

### Eigene Projekte
Pacinos erstes eigenständiges Projekt war 1996 Looking for Richard, eine dokumentarische und künstlerische Filmstudie über die Titelfigur von Shakespeares Richard III., bei dem er Regie führte, die Produktion übernahm, das Drehbuch schrieb und die Hauptrolle spielte.
Pacino war auch Produzent, Hauptdarsteller und Koautor des Independent-Kurzfilms The Local Stigmatic, einer Verfilmung des gleichnamigen Theaterstücks von Heathcote Williams, das sowohl im New Yorker Museum of Modern Art als auch im Public Theatre aufgeführt wurde. Mitte Oktober 2024 veröffentlichte er mit Sonny Boy. A Memoir eine Autobiografie.

### Auszeichnungen und Ämter

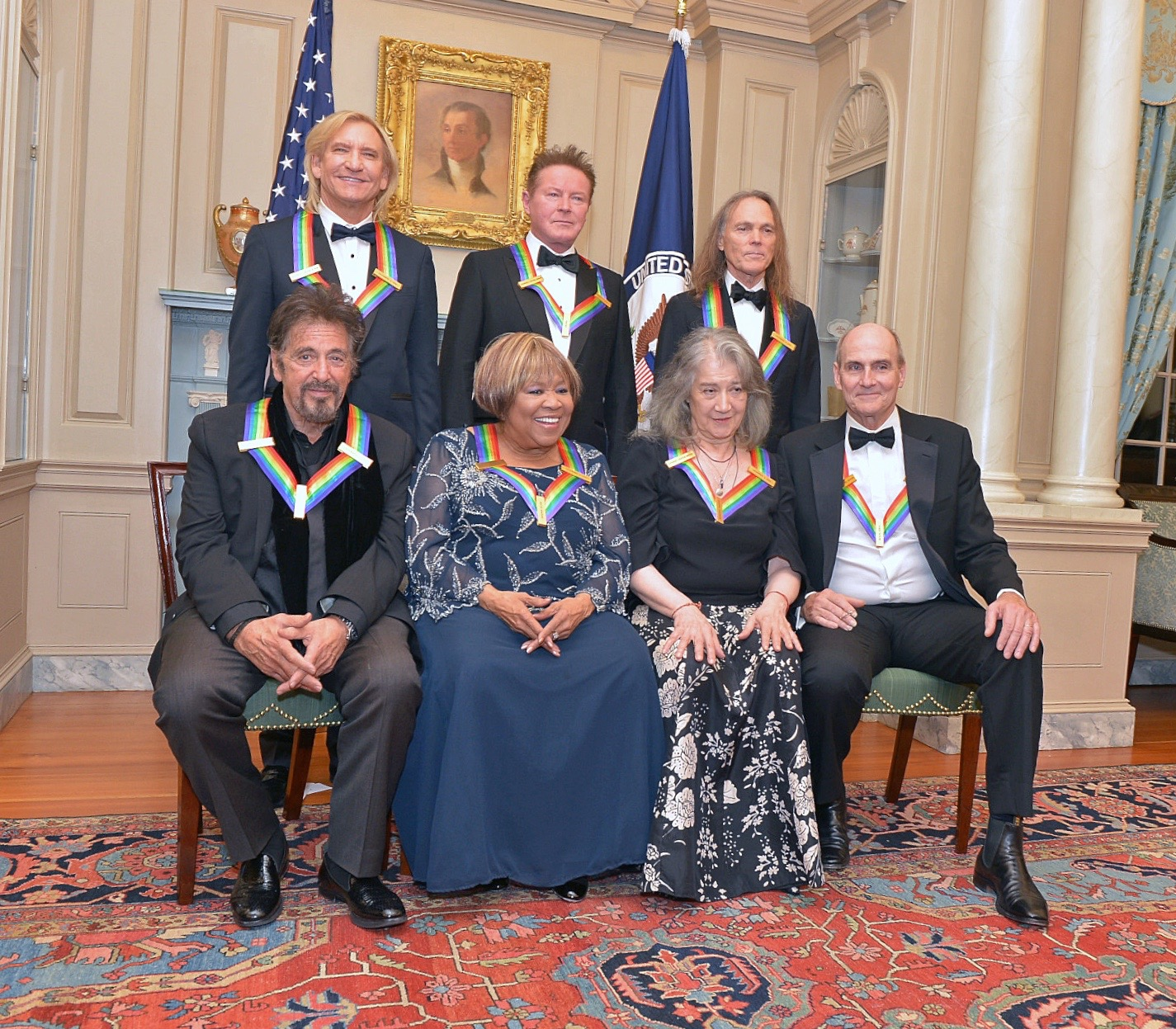
Al Pacino (unten links) bei der Verleihung des Kennedy-Preises (2016)

Al Pacino war insgesamt neun Mal für einen Oscar nominiert, womit er als Darsteller hinter Laurence Olivier und Jack Nicholson auf Platz 3 der meistnominierten männlichen Oscar-Kandidaten steht. Seine erste Nominierung erhielt er 1973 für seine Rolle des Michael Corleone in Der Pate von Francis Ford Coppola. Danach folgten Nominierungen für … und Gerechtigkeit für alle, Der Pate – Teil II, Hundstage, Serpico, Dick Tracy, Glengarry Glen Ross und The Irishman. 1993 wurde er schließlich für seine Rolle als Lt. Colonel Frank Slade in Der Duft der Frauen mit dem Oscar ausgezeichnet.
Im Jahr 1994 wurde ihm bei den Filmfestspielen von Venedig der Goldene Löwe für sein Lebenswerk verliehen. Am 7. Juni 2007 erhielt er im Kodak Theatre in Los Angeles den AFI Life Achievement Award des American Film Institute für sein Lebenswerk. Am 4. September 2011 erhielt er den „Jaeger-LeCoultre Glory to the Filmmaker Award“. Der Preis ehrt bei den Filmfestspielen von Venedig alljährlich die Arbeit eines bemerkenswerten zeitgenössischen Filmschaffenden. Am 2. Februar 2013 erhielt er die Goldene Kamera für sein Lebenswerk. 2014 wurde er in die American Academy of Arts and Sciences gewählt. Im Dezember 2016 wurde ihm für seine Beiträge als darstellender Künstler zur amerikanischen Kultur der Kennedy-Preis verliehen.
Zusammen mit Ellen Burstyn und Harvey Keitel sitzt Pacino im Präsidium des Actors Studio.

### Privatleben
Bis in die 1980er Jahre war Pacino mit Marthe Keller liiert, mit der er sieben Jahre zusammenlebte. Er hat vier Kinder. Seine älteste Tochter (geboren 1989) hat er mit der Tänzerin Jan Tarrant, mit der Schauspielerin Beverly D’Angelo hat er Zwillinge (geboren 2001). Mit seiner Partnerin Noor Alfallah, mit der er von April 2022 bis September 2023 zusammen war, hat er einen gemeinsamen Sohn (geboren 2023).

## Filmografie

### Darsteller
- 1969: Ich, Natalie (Me, Natalie)
- 1971: Panik im Needle Park (The Panic in Needle Park)
- 1972: Der Pate (The Godfather)
- 1973: Asphalt-Blüten (Scarecrow)
- 1973: Serpico
- 1974: Der Pate – Teil II (The Godfather: Part II)
- 1975: Hundstage (Dog Day Afternoon)
- 1977: Bobby Deerfield
- 1979: … und Gerechtigkeit für alle (… And Justice for All)
- 1980: Cruising
- 1982: Daddy! Daddy! Fünf Nervensägen und ein Vater (Author! Author!)
- 1983: Scarface
- 1985: Revolution
- 1989: Sea of Love – Melodie des Todes (Sea of Love)
- 1989: The Local Stigmatic (Kurzfilm)
- 1990: Dick Tracy
- 1990: Der Pate III (The Godfather: Part III)
- 1991: Frankie & Johnny (Frankie and Johnny)
- 1992: Glengarry Glen Ross
- 1992: Der Duft der Frauen (Scent of a Woman)
- 1993: Carlito’s Way
- 1995: 25 Cents – Höre nie auf, dir etwas zu wünschen (Two Bits)
- 1995: Heat
- 1996: City Hall
- 1996: Al Pacino’s Looking for Richard
- 1997: Donnie Brasco
- 1997: Im Auftrag des Teufels (The Devil’s Advocate)
- 1999: Insider (The Insider)
- 1999: An jedem verdammten Sonntag (Any Given Sunday)
- 2000: Chinese Coffee
- 2002: Insomnia – Schlaflos (Insomnia)
- 2002: S1m0ne
- 2002: Im inneren Kreis (People I Know)
- 2003: Der Einsatz (The Recruit)
- 2003: Liebe mit Risiko – Gigli (Gigli)
- 2003: Engel in Amerika (Angels in America, Fernsehserie, sechs Folgen)
- 2004: Der Kaufmann von Venedig (The Merchant of Venice)
- 2005: Das schnelle Geld (Two for the Money)
- 2007: 88 Minuten (88 Minutes)
- 2007: Ocean’s 13 (Ocean’s Thirteen)
- 2008: Kurzer Prozess – Righteous Kill (Righteous Kill)
- 2010: Ein Leben für den Tod (You Don’t Know Jack)
- 2011: Ein Cop mit dunkler Vergangenheit – The Son of No One
- 2011: Wilde Salomé (Dokumentarfilm)
- 2011: Jack und Jill (Jack and Jill)
- 2012: Stand Up Guys
- 2013: Salomé
- 2013: Der Fall Phil Spector (Phil Spector)
- 2014: Manglehorn – Schlüssel zum Glück (Manglehorn)
- 2014: Der letzte Akt (The Humbling)
- 2015: Mr. Collins’ zweiter Frühling (Danny Collins)
- 2016: Ruf der Macht – Im Sumpf der Korruption (Misconduct)
- 2017: The Pirates of Somalia
- 2017: Hangman – The Killing Game (Hangman)
- 2018: Paterno (Fernsehfilm)
- 2019: Once Upon a Time in Hollywood
- 2019: The Irishman
- 2020–2023: Hunters (Fernsehserie, 18 Folgen)
- 2021: Axis Sally – Das Tribunal der Nazispionin (American Traitor: The Trial of Axis Sally)
- 2021: House of Gucci
- 2023: A Killer’s Memory (Knox Goes Away)
- 2024: Modi
- 2025: The Ritual

### Regisseur
- 1996: Al Pacino’s Looking for Richard (Looking for Richard)
- 2000: Chinese Coffee
- 2011: Wilde Salomé (Dokumentarfilm)
- 2013: Salomé

### Produzent
- 1990: The Local Stigmatic (Kurzfilm)
- 1996: Al Pacino’s Looking for Richard (Looking for Richard)
- 2014: Der letzte Akt (The Humbling)

### Drehbuchautor
- 1996: Al Pacino’s Looking for Richard (Looking for Richard)
- 2011: Wilde Salomé (Dokumentarfilm)

## Deutsche Synchronstimmen
Al Pacino wurde im Lauf der Jahrzehnte von verschiedenen deutschen Sprechern synchronisiert. Im ersten Jahrzehnt seiner Karriere wurde er, in der Regel, von Lutz Mackensy gesprochen (u. a. Der Pate I und II, Serpico, Hundstage). Mit Scarface (1983) übernahm Frank Glaubrecht die Synchronisation des Schauspielers. Seit 1999 ist Glaubrecht alleiniger Sprecher (Heat, City Hall, Insomnia etc.) und er kann mittlerweile als Pacinos Standardstimme bezeichnet werden.
In den 1990er Jahren wurde Pacino auch mehrmals von Klaus Kindler gesprochen (Frankie & Johnny, Der Duft der Frauen, Glengarry Glen Ross, Carlito’s Way, Donnie Brasco), weitere Synchronsprecher waren Jürgen Clausen (Asphalt-Blüten), Arne Elsholtz (Cruising), Gottfried Kramer (Der Pate III) und Joachim Kemmer (Dick Tracy).

## Auszeichnungen (Auswahl)
Oscar

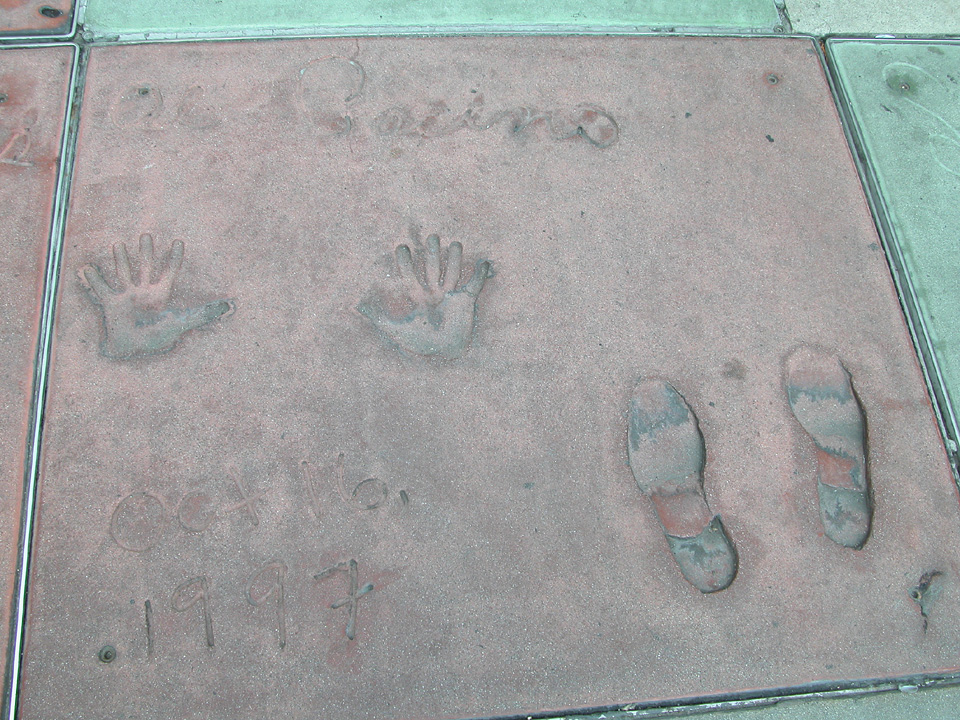
Pacinos Hand- und Schuhabdrücke vor Grauman’s Chinese Theatre

- 1973: Nominierung als bester Nebendarsteller für Der Pate
- 1974: Nominierung als bester Hauptdarsteller für Serpico
- 1975: Nominierung als bester Hauptdarsteller für Der Pate – Teil II
- 1976: Nominierung als bester Hauptdarsteller für Hundstage
- 1980: Nominierung als bester Hauptdarsteller für … und Gerechtigkeit für alle
- 1991: Nominierung als bester Nebendarsteller für Dick Tracy
- 1993: Bester Hauptdarsteller für Der Duft der Frauen
- 1993: Nominierung als bester Nebendarsteller für Glengarry Glen Ross
- 2020: Nominierung als bester Nebendarsteller für The Irishman

Golden Globe Award
- 1973: Nominierung als bester Hauptdarsteller – Drama für Der Pate
- 1974: Bester Hauptdarsteller – Drama für Serpico
- 1975: Nominierung als bester Hauptdarsteller – Drama für Der Pate – Teil II
- 1976: Nominierung als bester Hauptdarsteller – Drama für Hundstage
- 1978: Nominierung als bester Hauptdarsteller – Drama für Bobby Deerfield
- 1980: Nominierung als bester Hauptdarsteller – Drama für … und Gerechtigkeit für alle
- 1983: Nominierung als bester Hauptdarsteller – Komödie oder Musical für Daddy! Daddy! Fünf Nervensägen und ein Vater
- 1984: Nominierung als bester Hauptdarsteller – Drama für Scarface
- 1990: Nominierung als bester Hauptdarsteller – Drama für Sea of Love – Melodie des Todes
- 1991: Nominierung als bester Hauptdarsteller – Drama für Der Pate III
- 1991: Nominierung als bester Nebendarsteller für Dick Tracy
- 1993: Bester Hauptdarsteller – Drama für Der Duft der Frauen
- 1993: Nominierung als bester Nebendarsteller für Glengarry Glen Ross
- 2001: Cecil B. DeMille Award für sein Lebenswerk
- 2004: Bester Hauptdarsteller – Mini-Serie oder TV-Film für Engel in Amerika
- 2011: Bester Hauptdarsteller – Mini-Serie oder TV-Film für Ein Leben für den Tod
- 2016: Nominierung als bester Hauptdarsteller – Komödie oder Musical für Danny Collins
- 2020: Nominierung als bester Nebendarsteller für The Irishman

British Academy Film Award
- 1973: Nominierung als bester Nachwuchsdarsteller für Der Pate
- 1975: Nominierung als bester Hauptdarsteller für Serpico
- 1976: Bester Hauptdarsteller für Der Pate – Teil II und Hundstage
- 1991: Nominierung als bester Nebendarsteller für Dick Tracy

National Board of Review
- 1973: Bester Nebendarsteller für Der Pate
- 1974: Bester Hauptdarsteller für Serpico

Emmy
- 2004: Bester Hauptdarsteller – Mini-Serie oder TV-Film für Engel in Amerika
- 2010: Bester Hauptdarsteller – Mini-Serie oder TV-Film für Ein Leben für den Tod
- 2013: Nominierung als bester Hauptdarsteller – Mini-Serie oder TV-Film für Der Fall Phil Spector

Screen Actors Guild Award
- 2004: Bester Darsteller – Mini-Serie oder TV-Film für Engel in Amerika
- 2010: Bester Darsteller – Mini-Serie oder TV-Film für Ein Leben für den Tod

National Society of Film Critics
- 1973: Bester Hauptdarsteller für Der Pate

American Film Institute
- 2007: AFI Life Achievement Award

Goldene Himbeere
- 1986: Nominierung als schlechtester Schauspieler für Revolution
- 2004: Nominierung als schlechtester Nebendarsteller für Gigli
- 2009: Nominierung als schlechtester Schauspieler für 88 Minutes und Righteous Kill
- 2012: Schlechtester Nebendarsteller für Jack und Jill
- 2012: Schlechtestes Leinwandpaar (Adam Sandler und entweder Katie Holmes, Al Pacino oder Adam Sandler) für Jack und Jill

Goldene Kamera
- 2013: Auszeichnung in der Kategorie Lebenswerk international

Filmfestspiele von Venedig
- 1994: Goldener Löwe für sein Lebenswerk
- 2011: Jaeger-LeCoultre Glory to the Filmmaker Award
- 2011: Queer Lion für Wilde Salomé

## Autobiografie
- Sonny Boy: A Memoir. Penguin Press, New York, 2024, ISBN 978-0-593-65511-5.
  - Sonny Boy: Mein Leben. Übersetzt von Stephan Kleiner, Piper, München, 2024, ISBN 978-3-492-07310-3.